# Acilius mediatus
Acilius mediatus är en skalbaggsart som först beskrevs av Thomas Say 1823.  Acilius mediatus ingår i släktet Acilius och familjen dykare. Inga underarter finns listade i Catalogue of Life.